# 장흥 국민관광단지
장흥국민관광단지(長興國民觀光團地)는 경기도 양주시에 위치한 관광지이다. 장흥면 석현리를 중심으로 골짜기 일대에는 밤나무와 갈참나무, 소나무들이 어우러져 숲을 형성하고 있으며, 물이 맑은 것으로 유명하다. 계곡을 따라 수영장, 상가, 방갈로, 매점 등이 산재해 있다. 계곡 어느 곳이라도 야영을 즐길 수 있는 곳이 많아 가족단위로 찾는 경우가 많다. 장흥역에서 이어지는 8km의 계곡은 봄에는 산채와 약초, 여름에는 시원한 물과 검푸른 녹음, 가을에는 단풍, 그리고 겨울에는 설경과 산세가 좋다. 입구에 있는 토털 미술관은 1984년 10월 7일 야외 조각 전시장으로 개관한 이래 연중 조각 · 회화 · 도자기 등을 전시하고 있다. 원형 공연장에는 수시로 연극, 인형극, 음악, 무용, 마당놀이 등을 공연하여 미술작품과 공연예술을 동시에 감상할 수 있다.